# صموئيل س. لانكستر
صموئيل س. لانكستر (بالإنجليزية: Samuel C. Lancaster)‏ هو مهندس أمريكي، ولد في 1864، وتوفي في 1941.

## سيرة شخصية
ولد صموئيل لانكستر في ماجنوليا بولاية ميسيسيبي عام 1864 ونشأ في جاكسون بولاية تينيسي.
جاء إلى أوريغون في عام 1908 وعينه سام هيل لتصميم طرقه التجريبية في مارهيل في عام 1909. وقد وضع خطة لحرم كلية لينفيلد قبل أن يبدأ الإشراف على طريق نهر كولومبيا السريع في عام 1913. كما قام بترقية كراون بوينت باعتباره موقع مرصد.